# Tobolský kreml
Tobolský kreml (rusky Тобольский кремль) je městská pevnost z konce 17. století v západosibiřském městě Tobolsk. Jedná se o jediný kamenný kreml, který kdy byl postaven v Asii. Byl významným administrativním a obchodním centrem Sibiře, 19. století se zde nacházela věznice. V současnosti slouží jako muzeum.

## Historie
Město Tobolsk bylo založeno roku 1587. V 17. století se stalo hlavním městem Sibiře, v 18. století centrem největší ruské Tobolské gubernie.
První tobolská pevnůstka byla vystavěna z rozebraných kozáckých srubů. Moskevská vláda však všemožně podporovala výstavbu kamenných budov v Tobolsku. Do Tobolsku byli proto vysláni kameníci z Velikého Usťugu, kteří zde vystavěli v letech 1683–1686 chrám svaté Žofie. Okolo něj se záhy začal budovat kreml. Na počátku 18. století byly vztyčeny kamenné hradby a věže a také celá řada dalších staveb, které se nedochovaly: chrám svaté Trojice, archijerejský dům, Svatá brána s chrámem svatého Sergeje Radoněžského a zvonice. Práce řídil sibiřský metropolita Pavel, který dříve sloužil jako představený kláštera Zjevení archanděla Michaela v Moskevském kremlu.
Projekt kremlu vytvořil na konci 17. století kartograf a historik Semjon Remezov na základě zkušeností, které získal v Moskvě (vliv moskevského stavitelství 17. století je zde evidentní). Remezovův kreml se stal novým administrativním centrem Sibiře.
Petr I. Veliký Tobolsk všemožně podporoval a chtěl mu dodat osobitý vzhled. Kníže Matvěj Petrovič Gagarin, jmenovaný roku 1708 prvním gubernátorem Sibiřské gubernie, plánoval v kremlu realizovat velkolepé vojensko-administrativní stavby a obchodní komplex, které by měly dohromady s chrámem svaté Žofie tvořit monumentální městské centrum. Na stavební práce byli využíváni Švédové, zajatí během severní války. Aby bylo zabráněno erozi kremelského vršku, byl dokonce tok Irtyše odkloněn asi dva kilometry na jih.

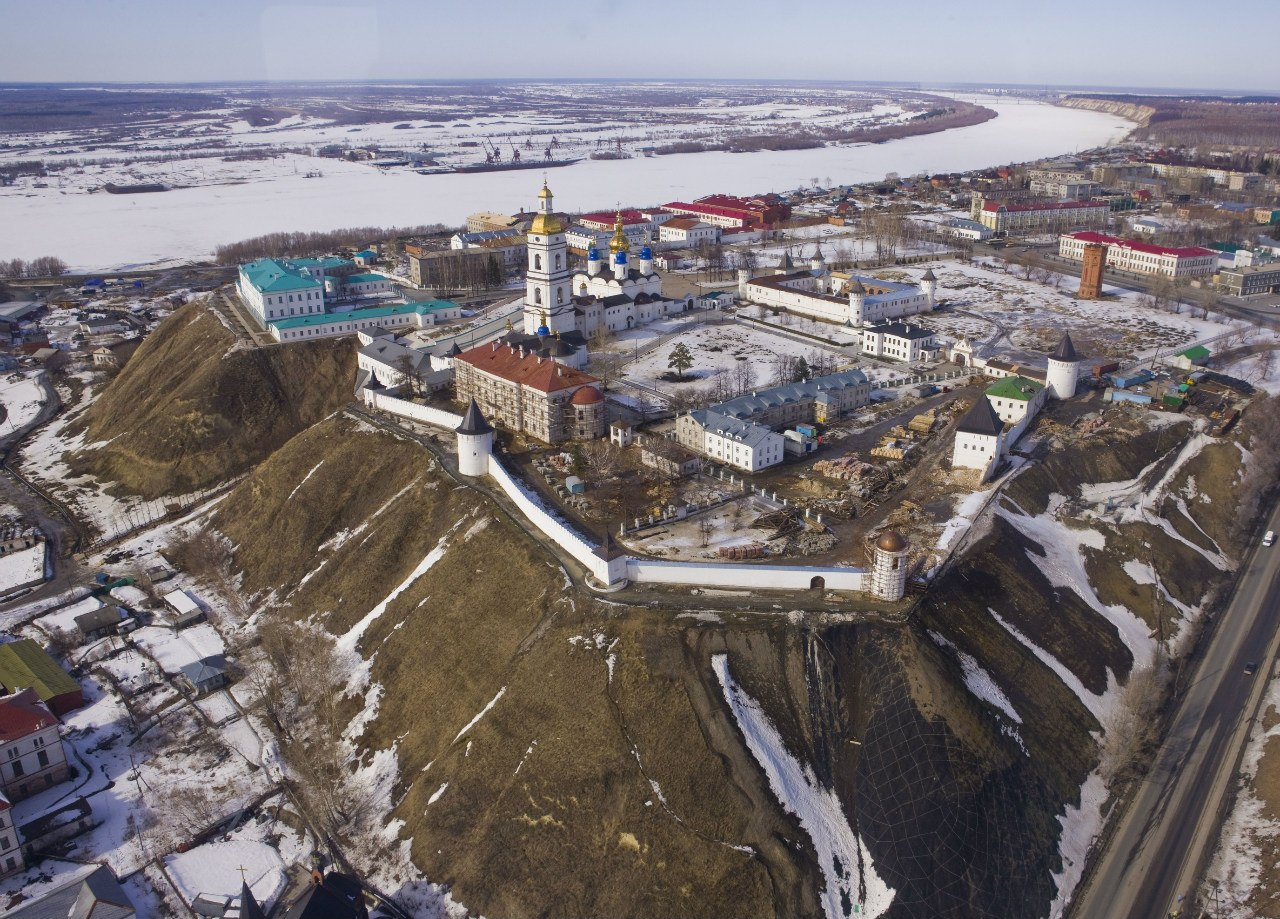
Letecký snímek pořízený Dmitrijem Medvěděvem

Ačkoliv byla výstavba za kamene roku 1714 v souvislosti s válkou zakázána, kníže Gagarin pokračoval s výstavbou v Tobolsku až do roku 1718. V tom roce byl povolnán do Petrohradu kvůli podezření z krádeže veřejných prostředků a z plánů na oddělení Sibiře od Ruska. Kníže Gagarin se ovšem již nevrátil, neboť byl za své podvody popraven. Řada velkolepých staveb tak nebyla dokončena a výstavba kamenných budov v Tobolsku téměř na 30 let ustala.
V letech 1743–1746 byl k chrámu svaté Žofie přistavěn malý zimní chrám Pokrovu přesvaté Bohorodice, který je některými prvky podobný evropskému stavitelství – stavěli jej totiž osadníci původem z Ukrajiny. Jejich vliv je patrný i na Svaté bráně z roku 1748, která je nápadně podobná Zaborovského bráně v Kyjevě ve stylu ukrajinského baroka.
Roku 1782 se stal Tobolsk sídlem místodržícího, spravujícího oblast západní Sibiře. Tehdy vzniknul také klasicistní plán generální přestavby města. Ta počítala s přeměnou kremlu z uzavřené pevnosti na otevřené veřejné centrum. Vznikly tak dvě nové budovy - palác místodržícího a archijerejský dům. Kremelské zdi začaly být postupně bourány. Zároveň byla roku 1797 k chrámu svaté Žofie přistavěna klasicistní zvonice, nejvyšší budova Tobolsku.
V roce 1799 bylo místodržitelství zrušeno a výstavba velkých veřejných budov zastavena. Město ztrácelo svůj význam, a tak se areál kremlu začal v 19. století využívat jako věznice pro vyhnance z evropského Ruska. Pobýval zde například spisovatel a sociální reformátor Alexandr Nikolajevič Radiščev či někteří děkabristé.
V porevolučním období bylo pro kreml důležitým rozhodnutím přenést do něj vlastivědné muzeum, díky čemuž se dočkal částečné rekonstrukce. Od roku 1939 získal status historické památky a dostal se pod ochranu státu. Roku 1952 bylo zjištěno, že mnohým stavbám hrozí zřícení, byl proto vypracován projekt kompletní rekonstrukce. Hlavní restaurátorské práce však proběhly až v 70. letech, kdy byly mj. také znovu postaveny některé části zbouraných hradeb i s věžemi.

## Galerie

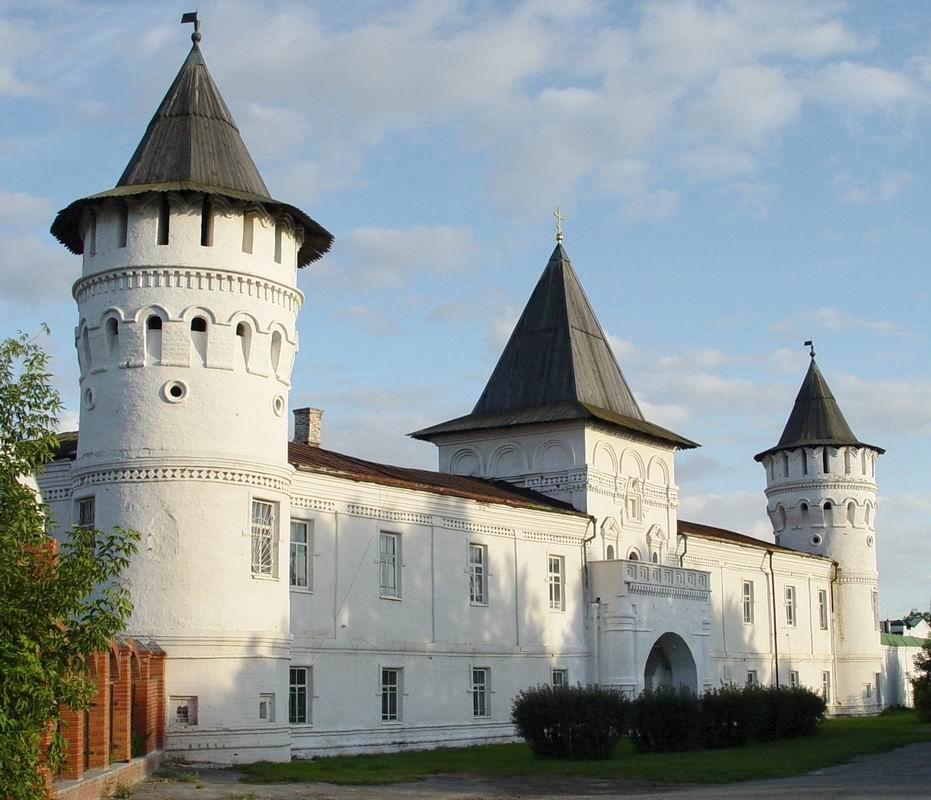
Tržiště, kdysi důležité centrum euroasijského obchodu.
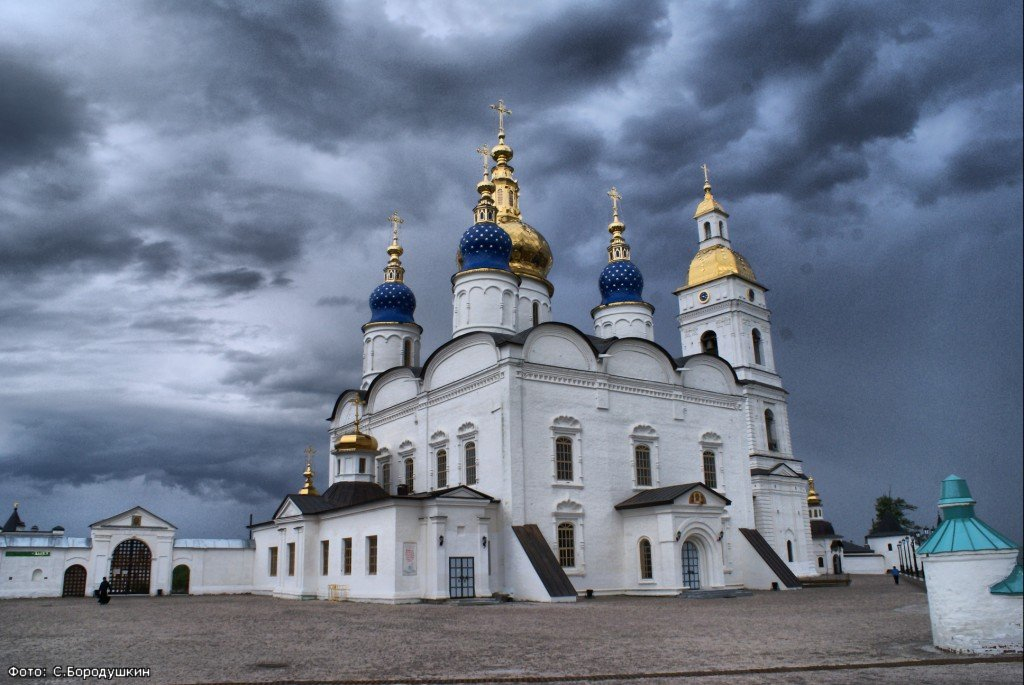
Chrám svaté Žofie
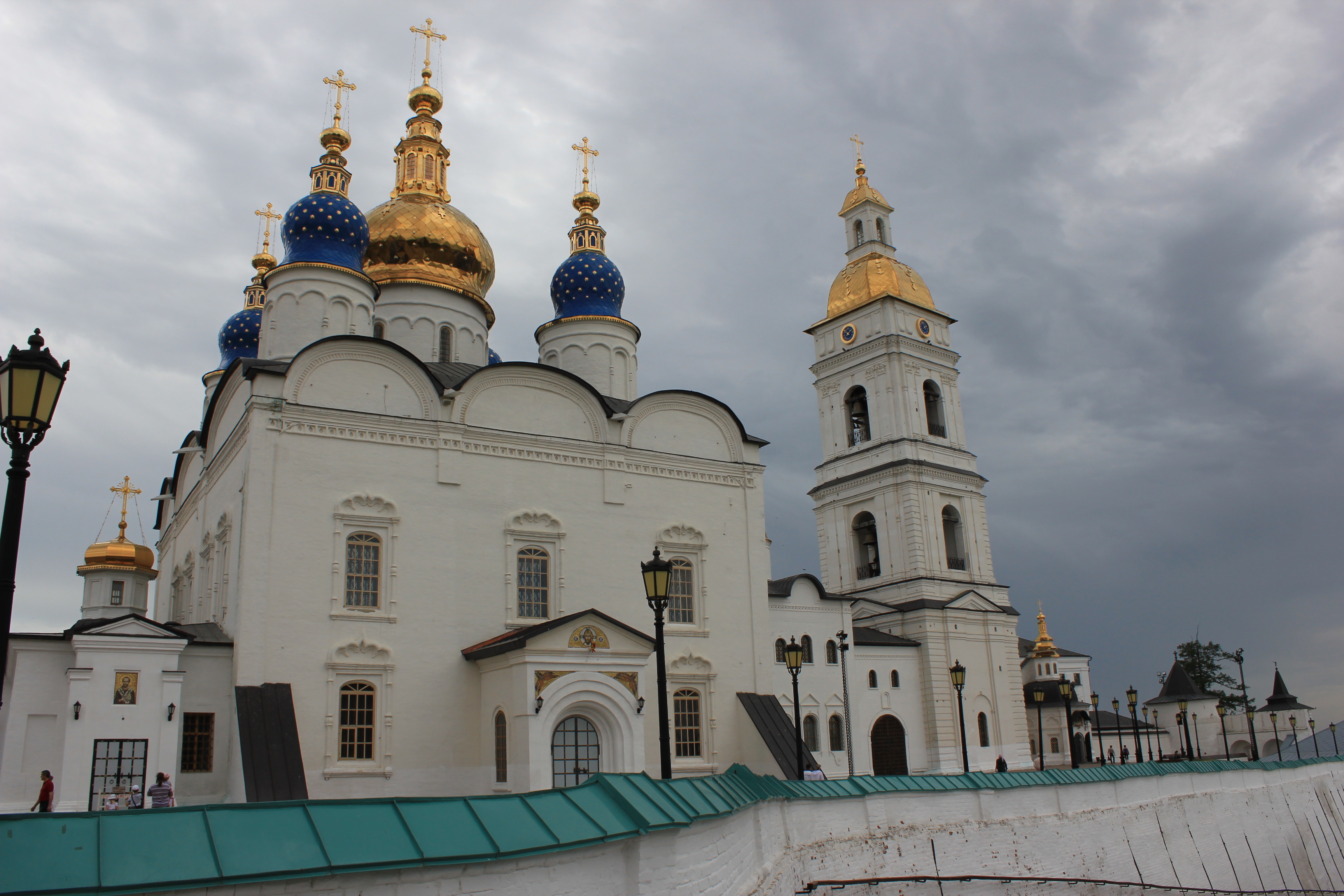
Chrám svaté Žofie se zvonicí
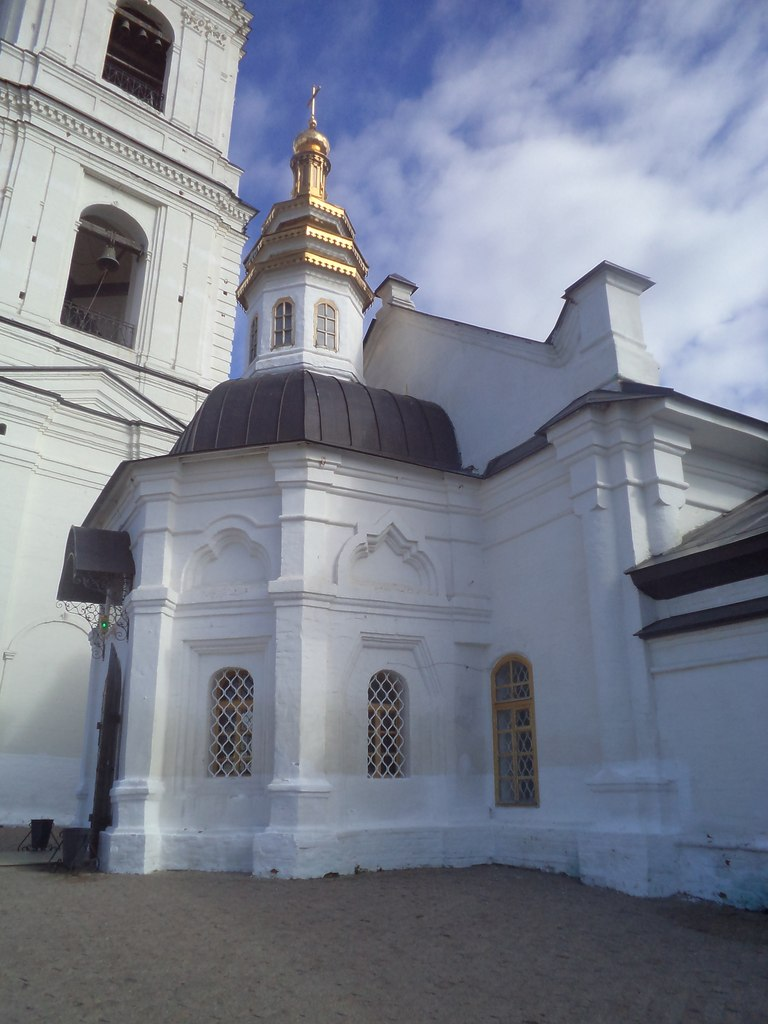
Zimní chrám Pokrovu přesvaté Bohorodice
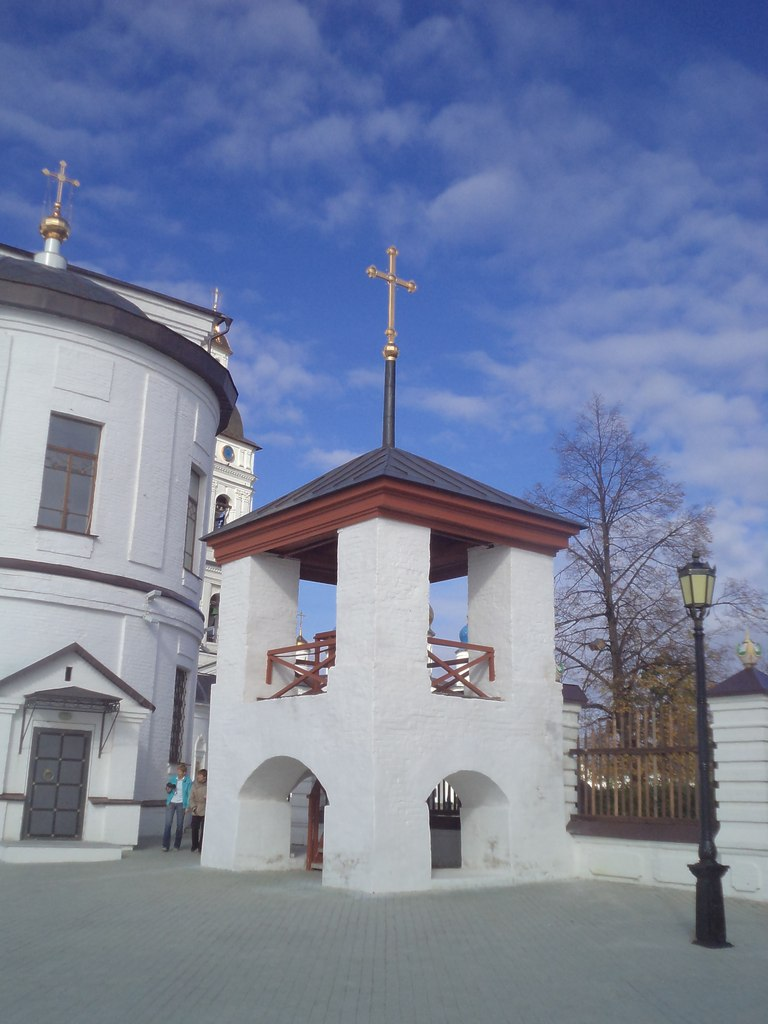
Zvonice
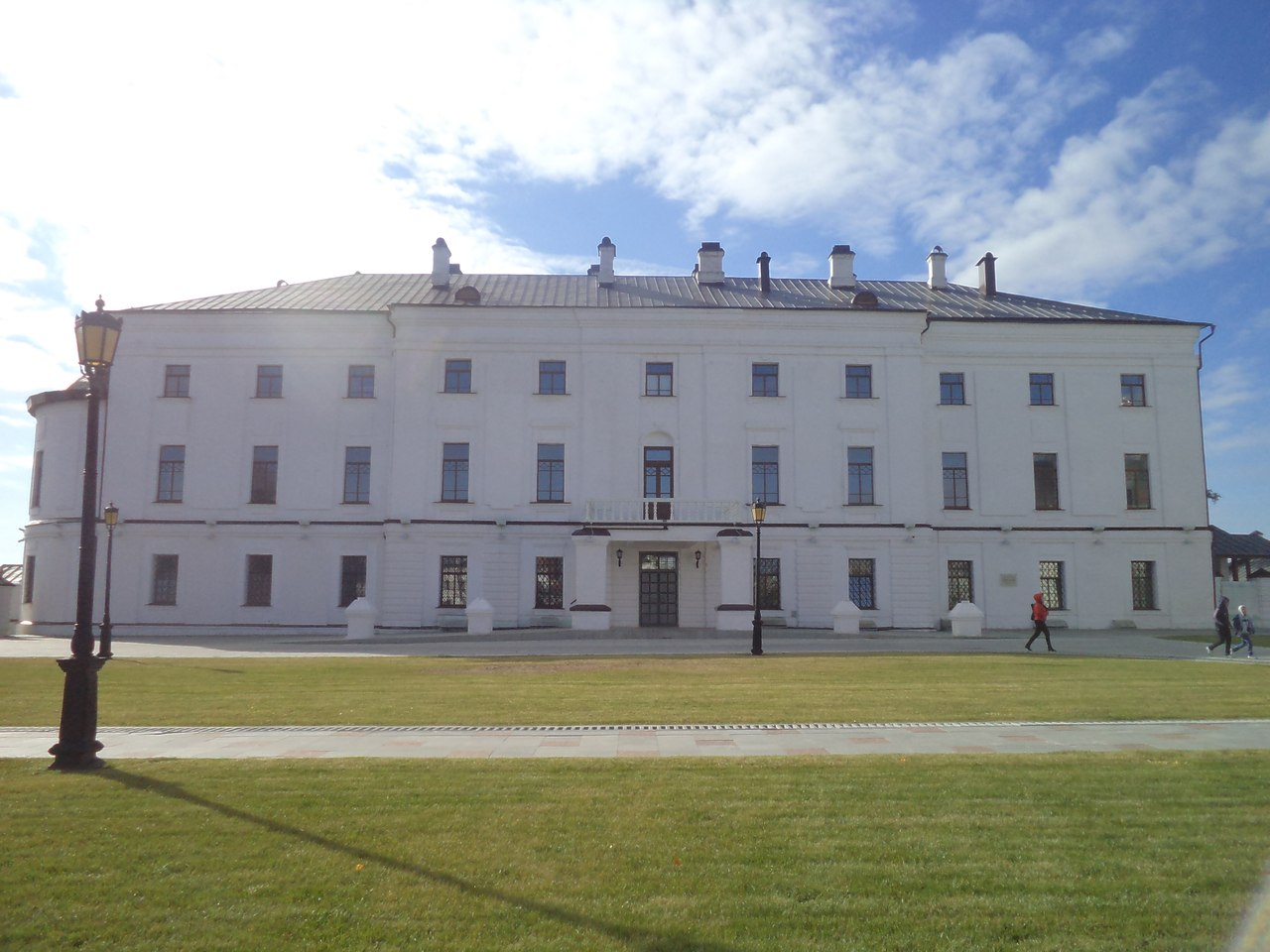
Archijerejský dům
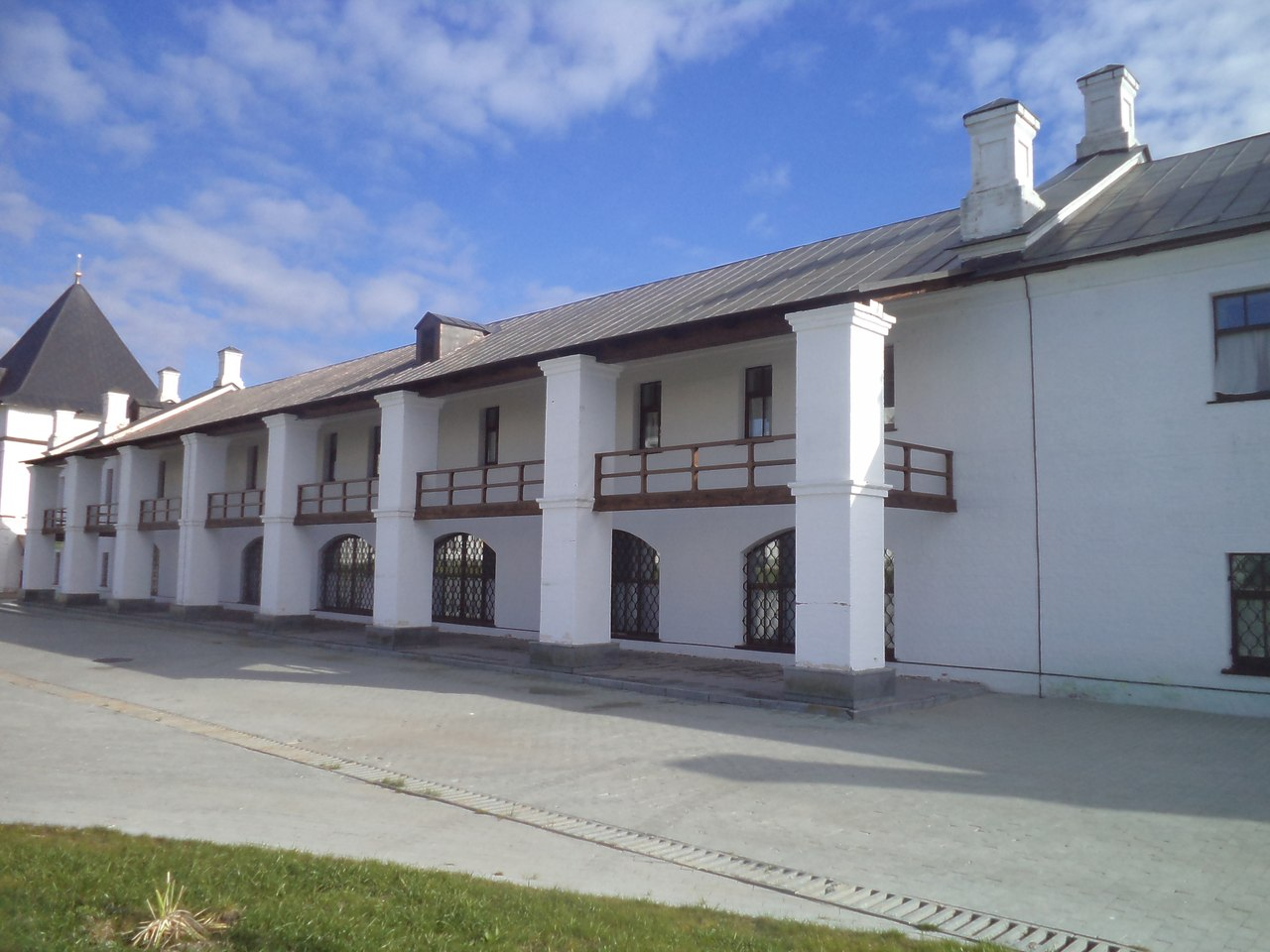
Archijerejské konírny
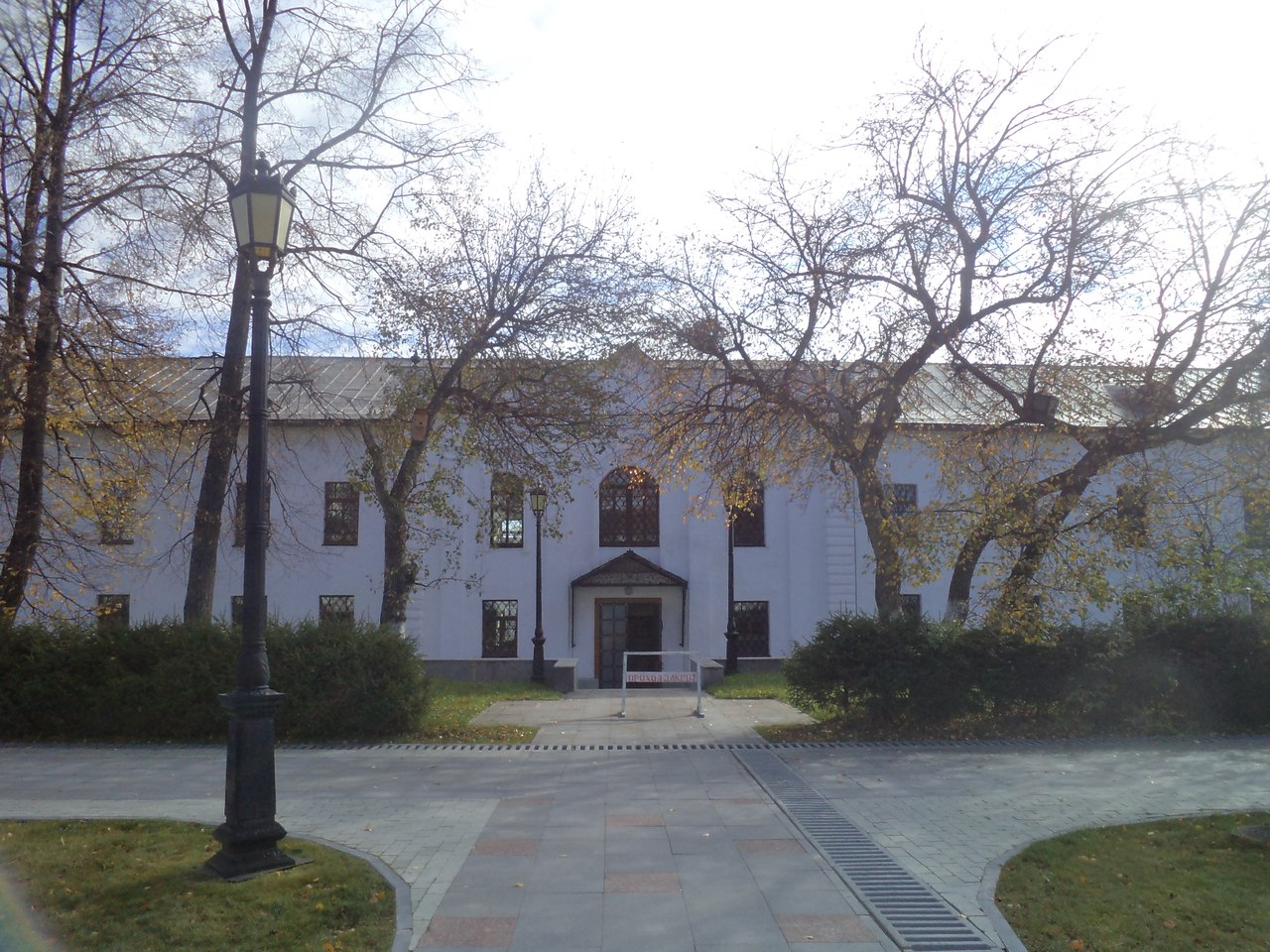
Budova konzistoře
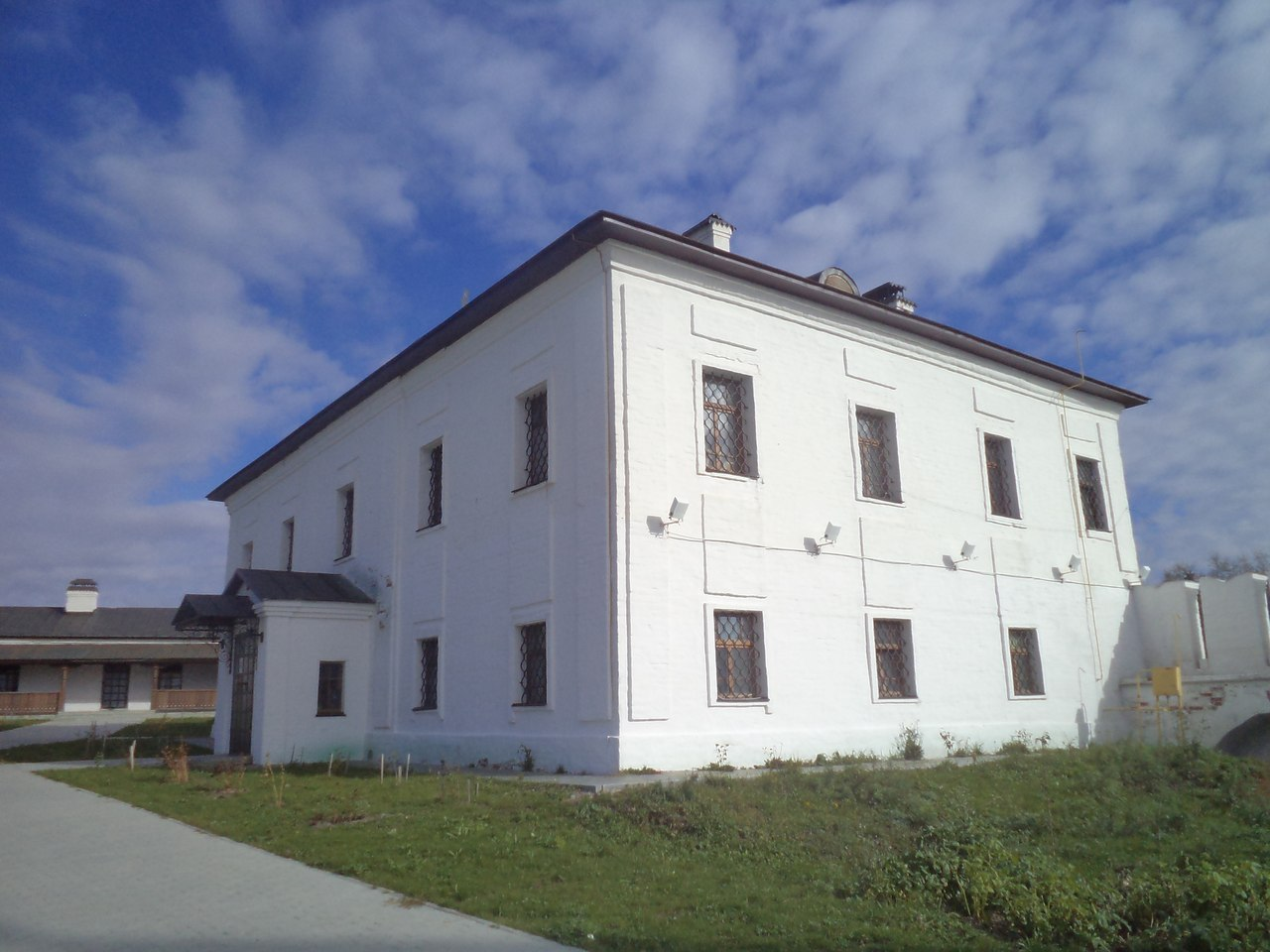
Bratrské cely
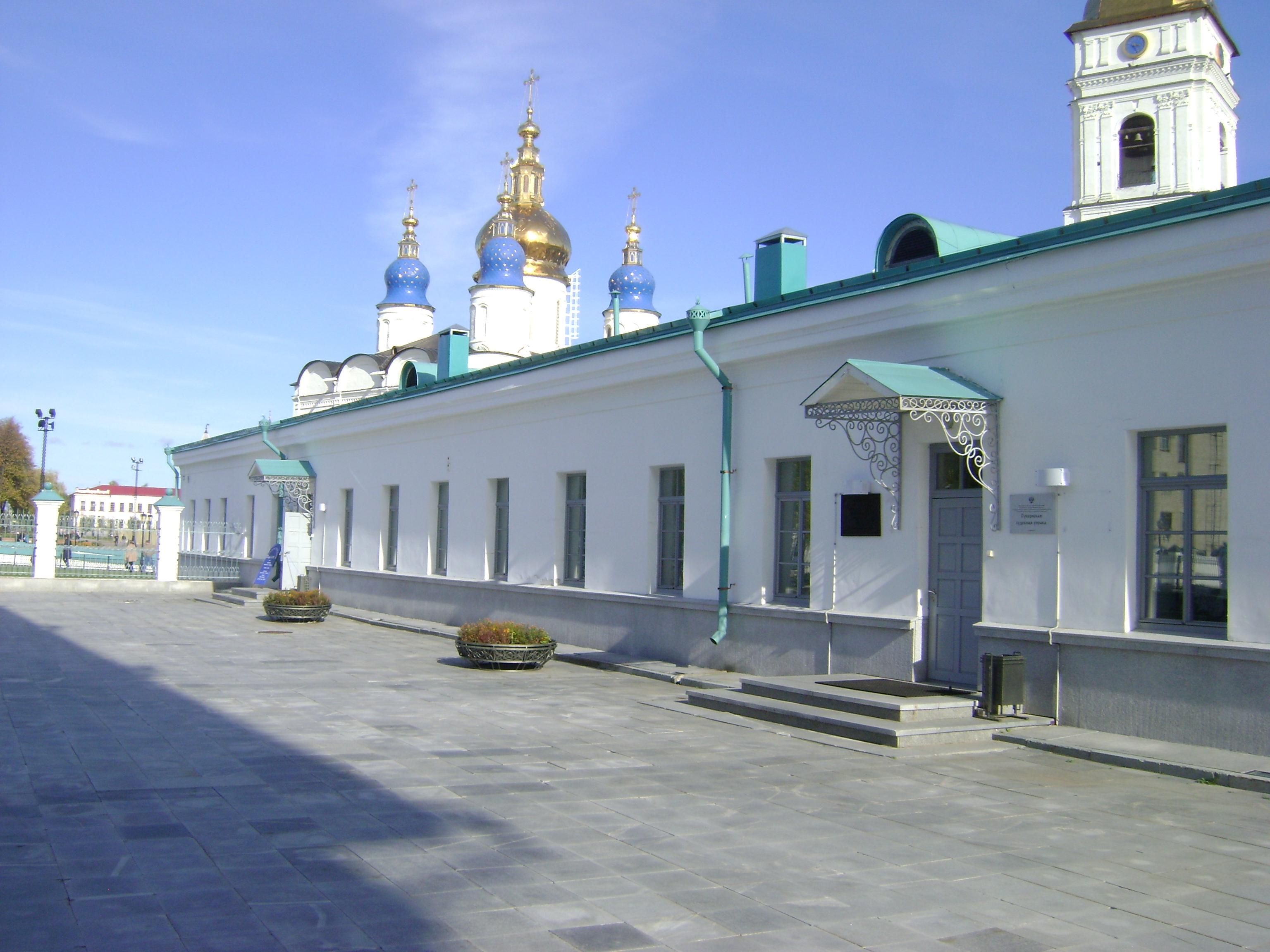
Soudní budova
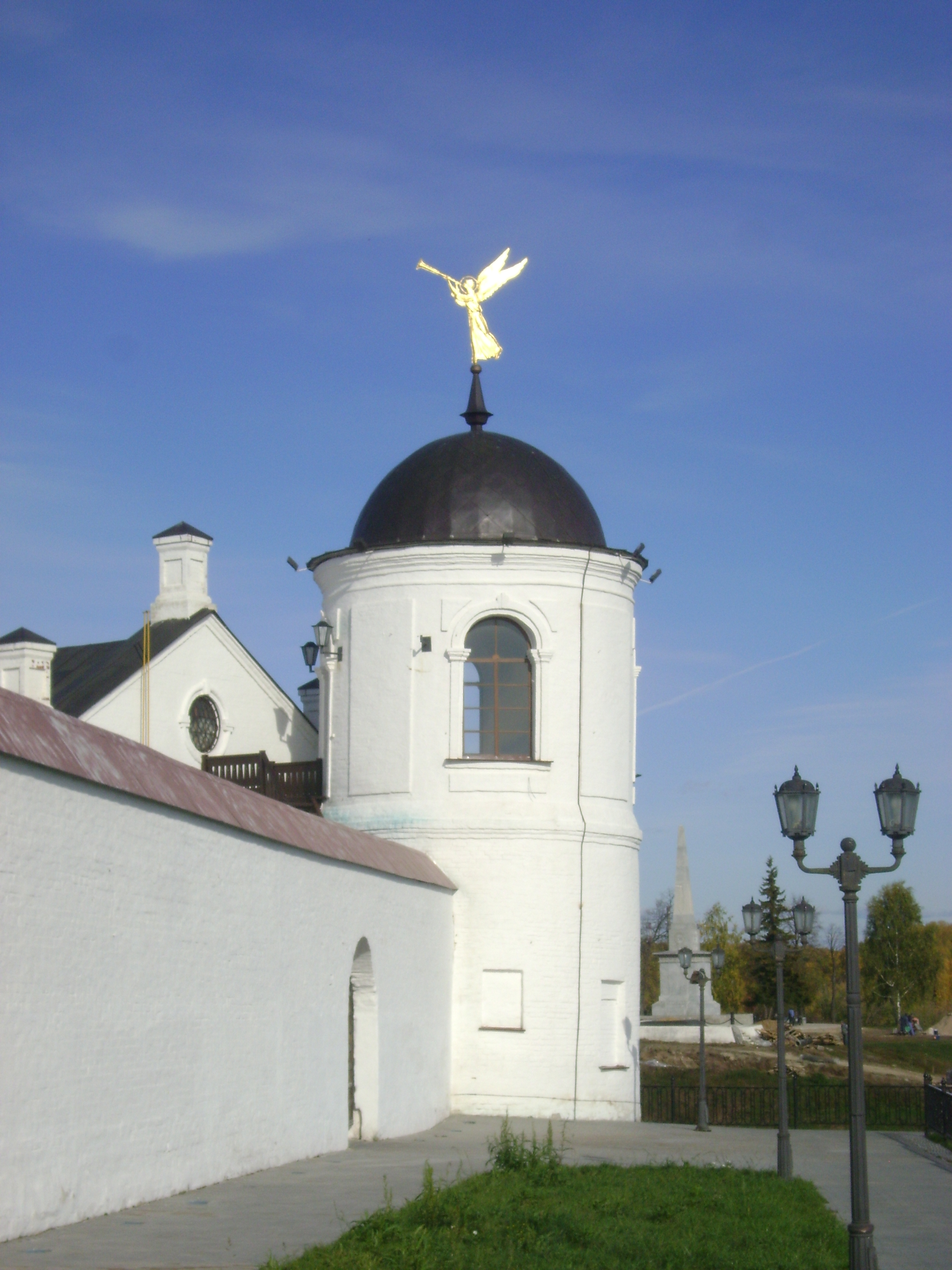
Jihovýchodní nárožní věž
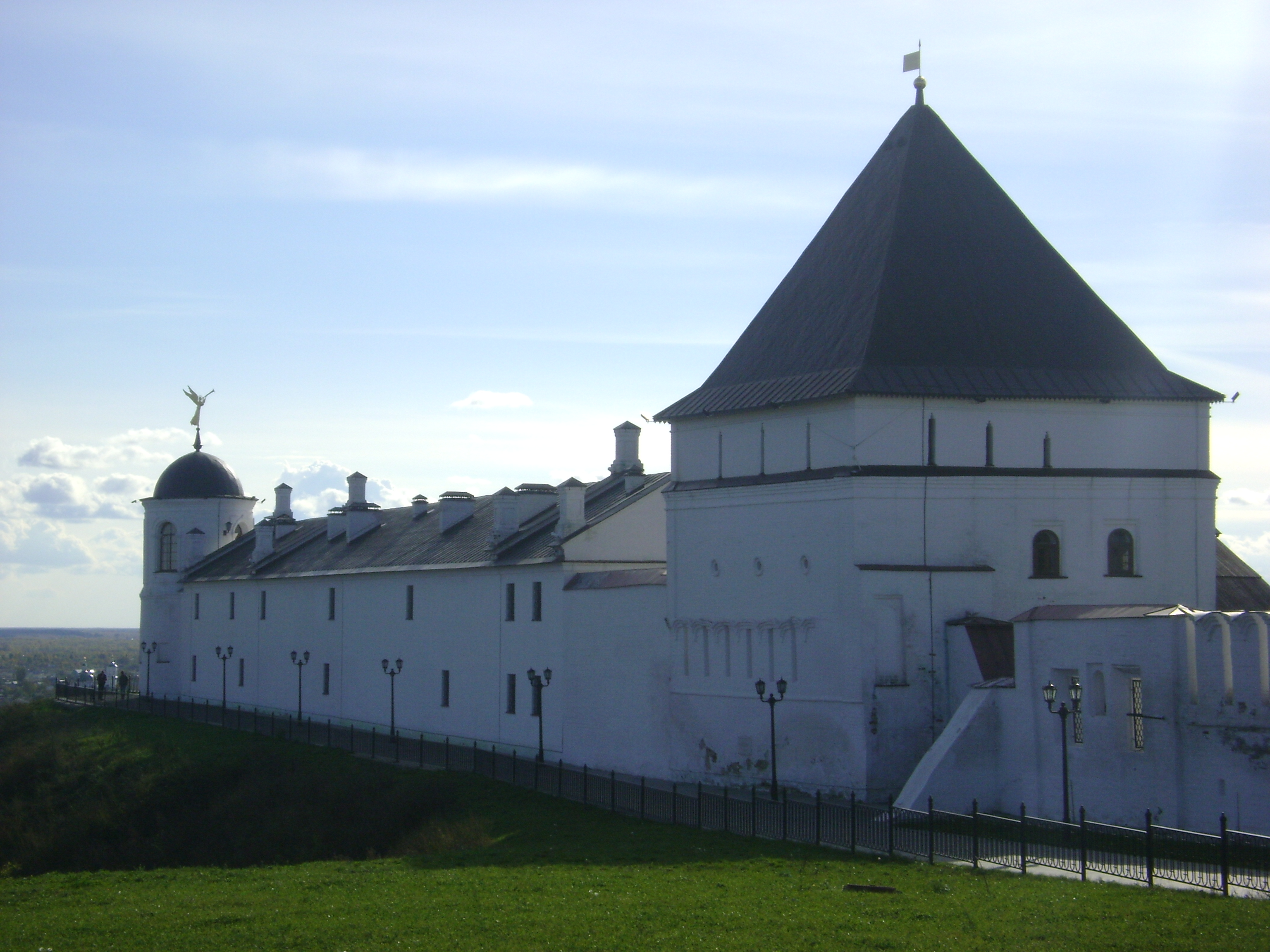
Hradby
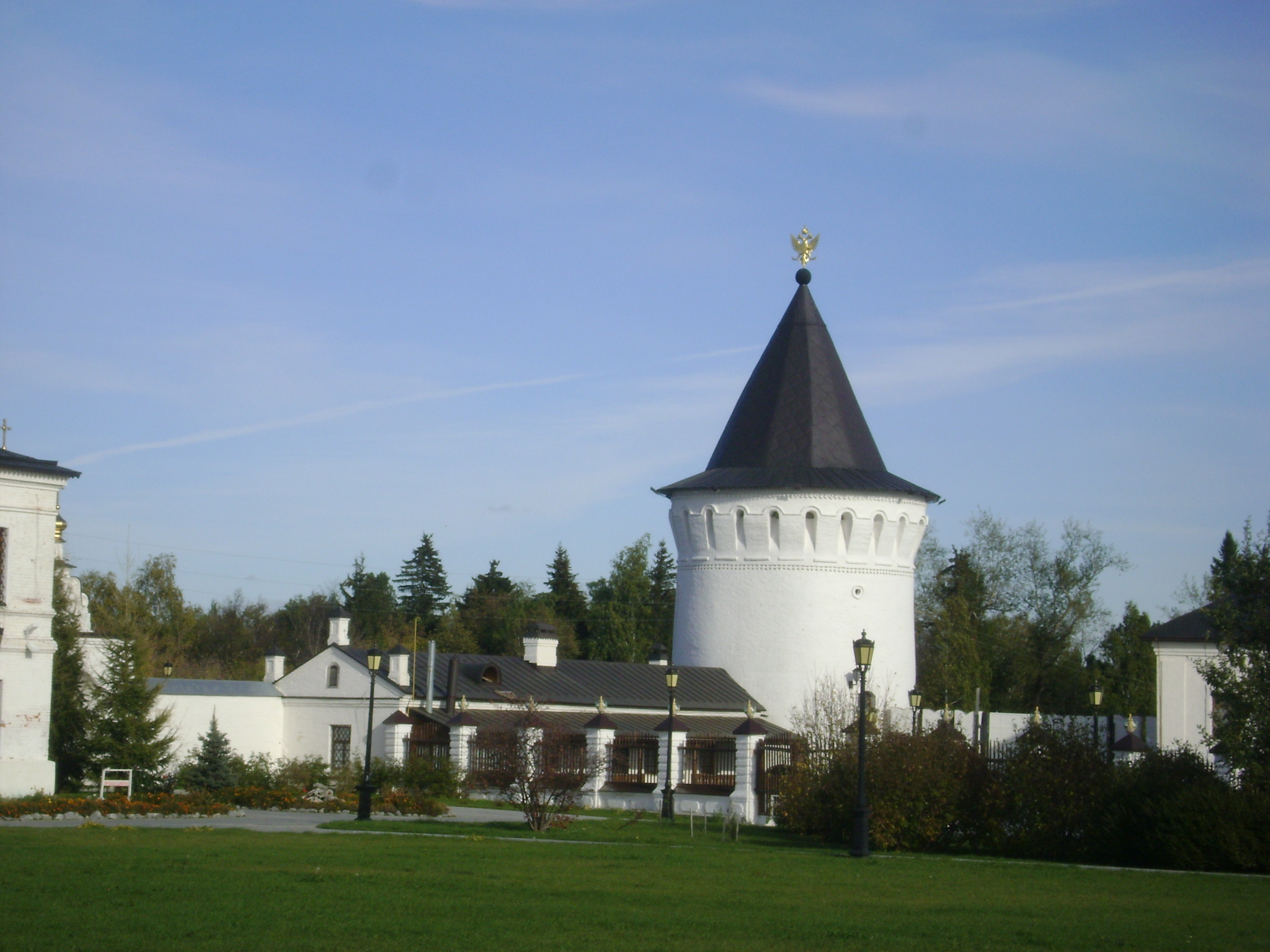
Orlovská věž
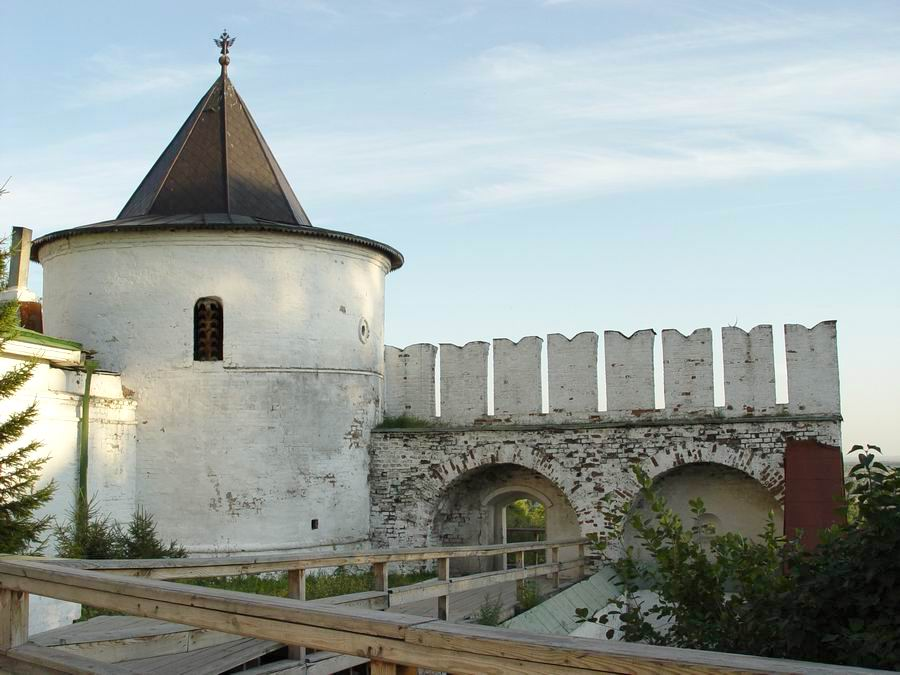
Paví věž
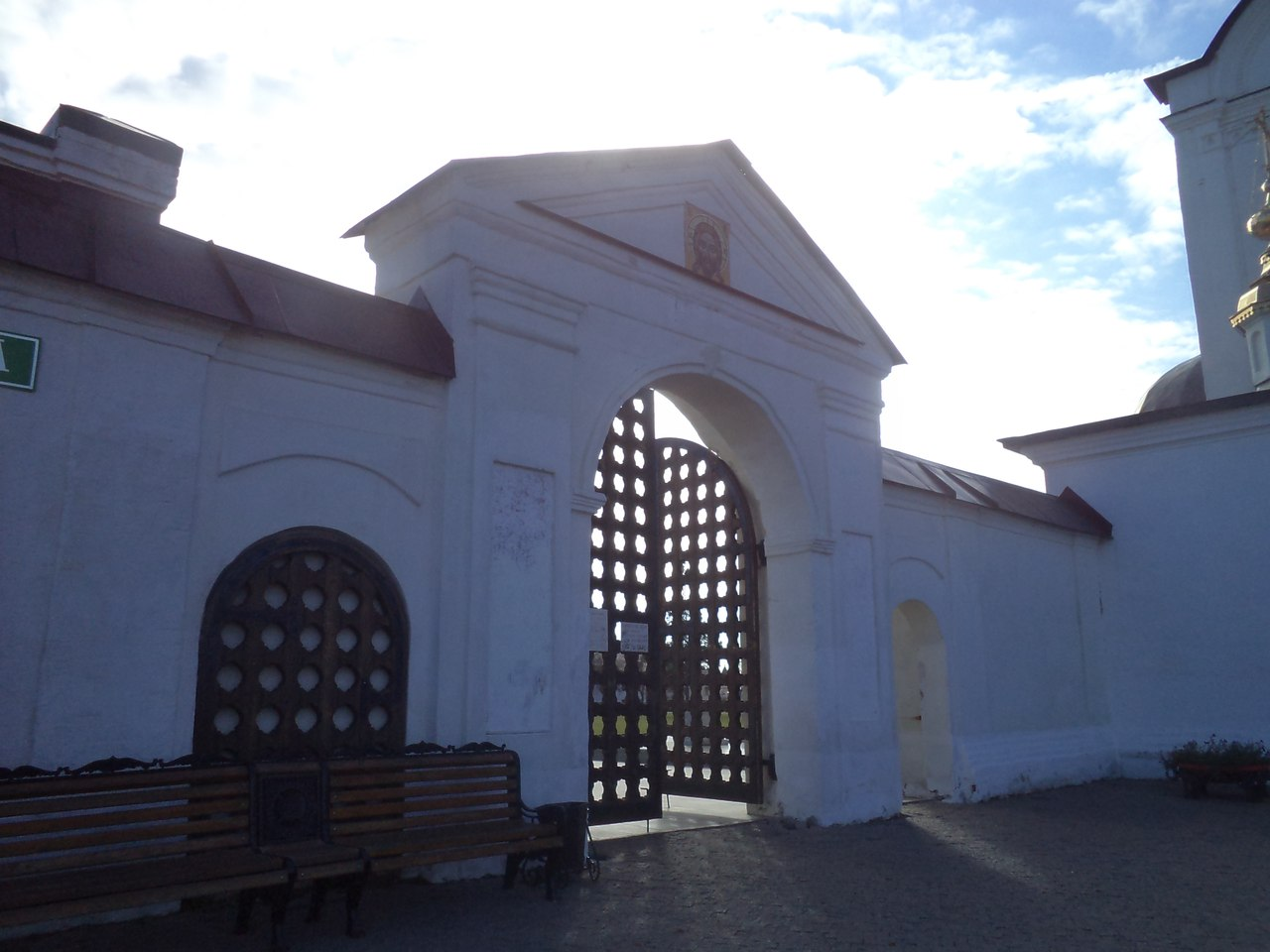
Svatá brána
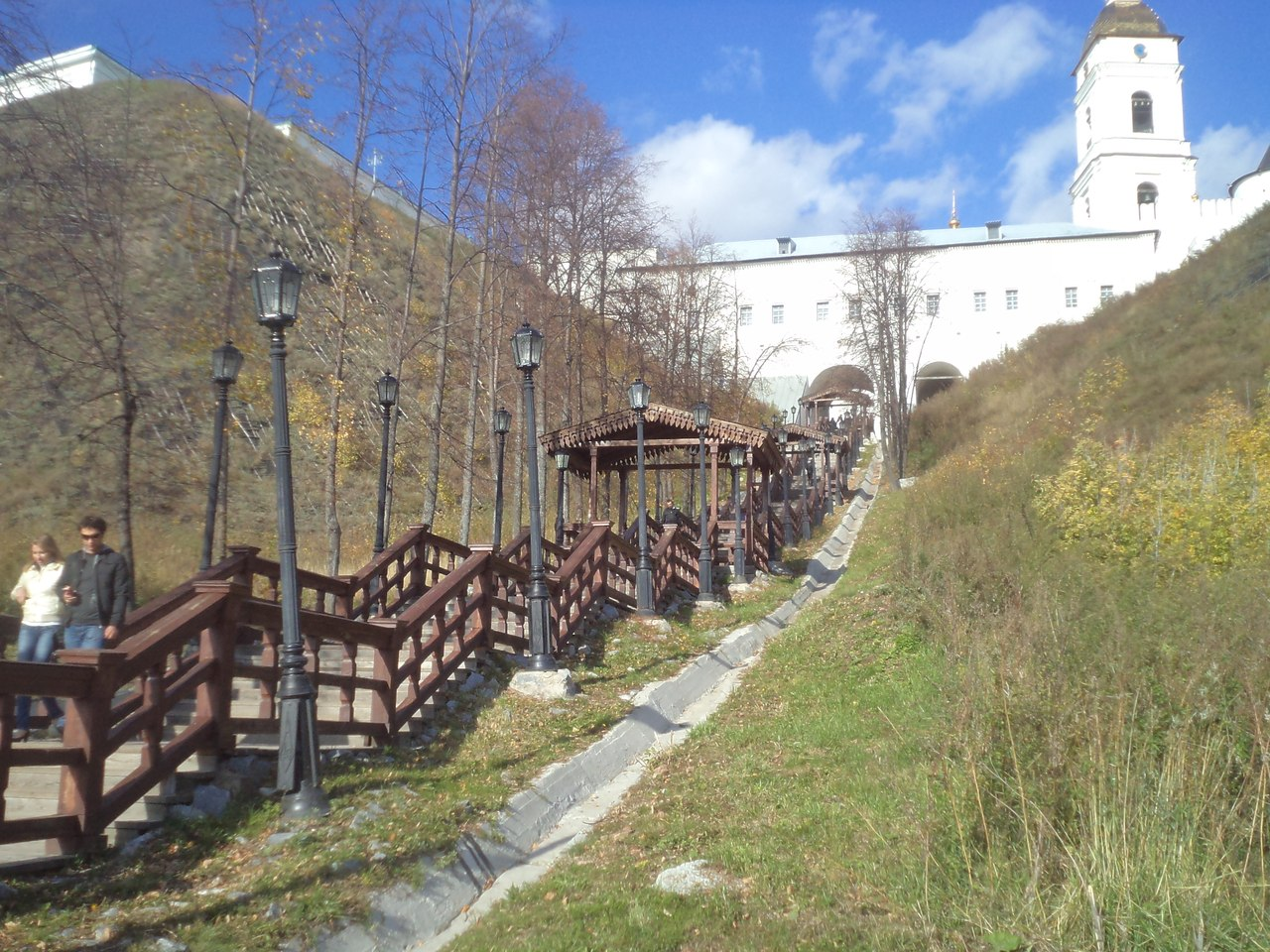
Kremelské schody
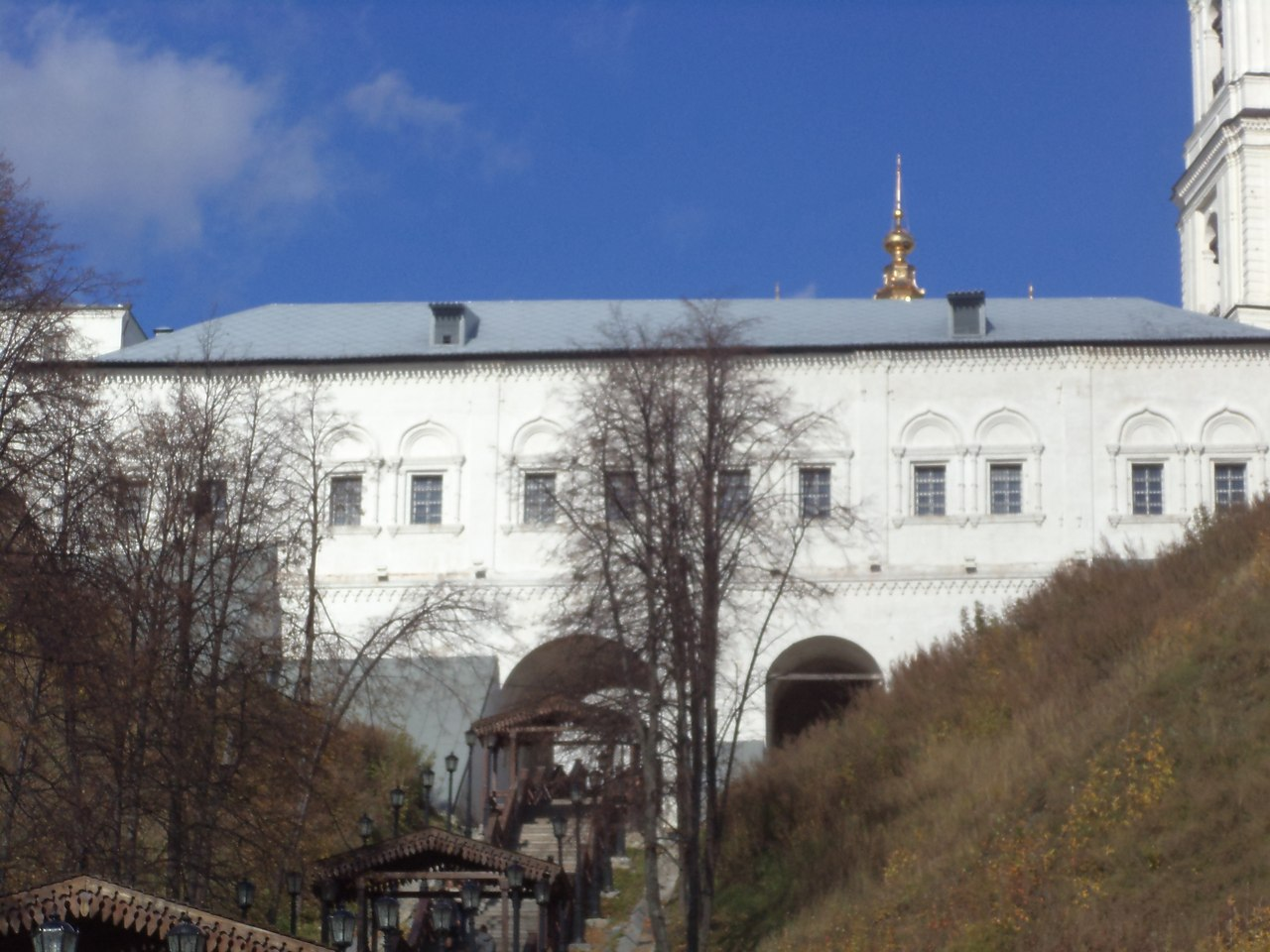
Budova pokladnice
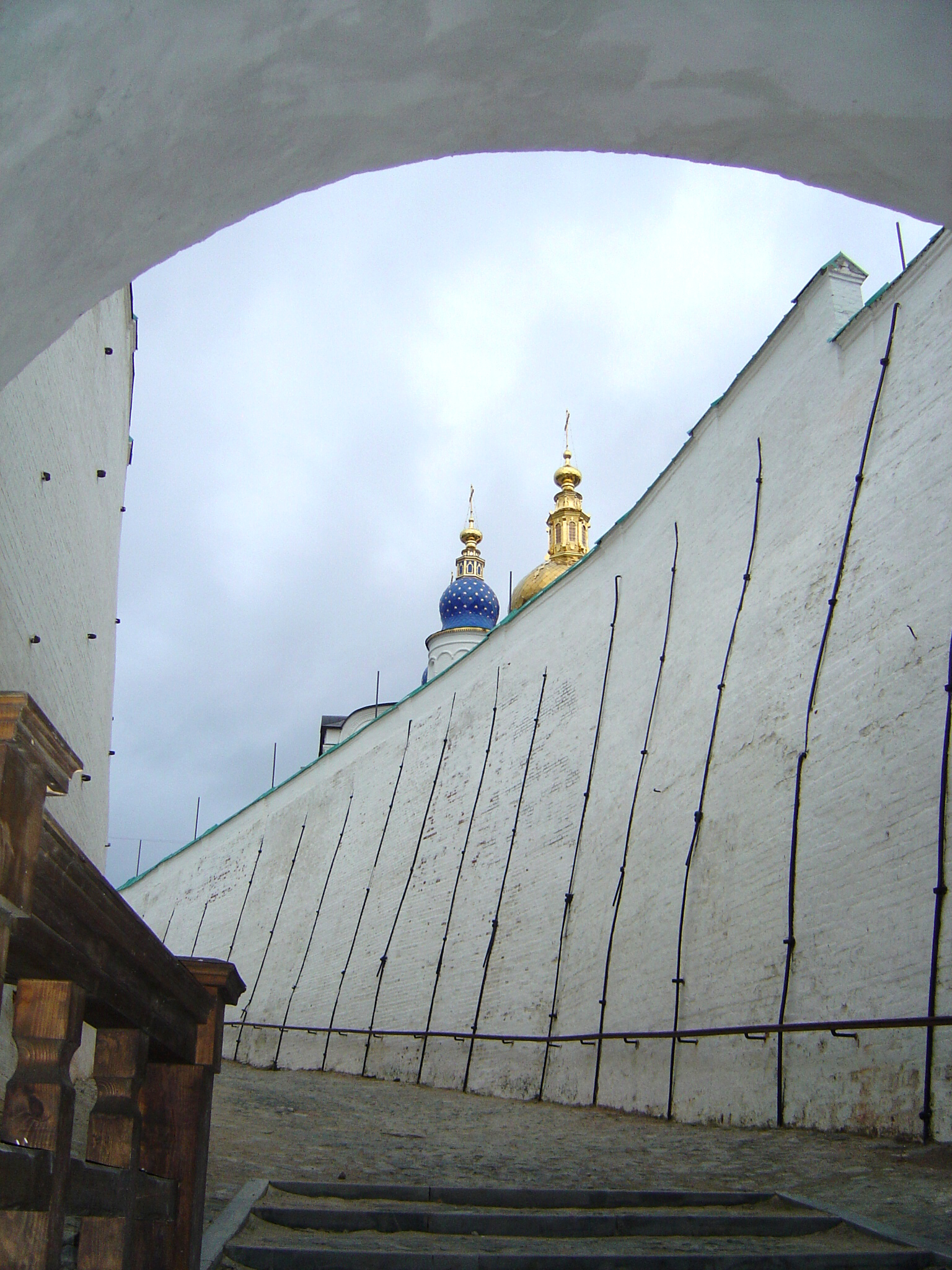
Vchod do kremlu
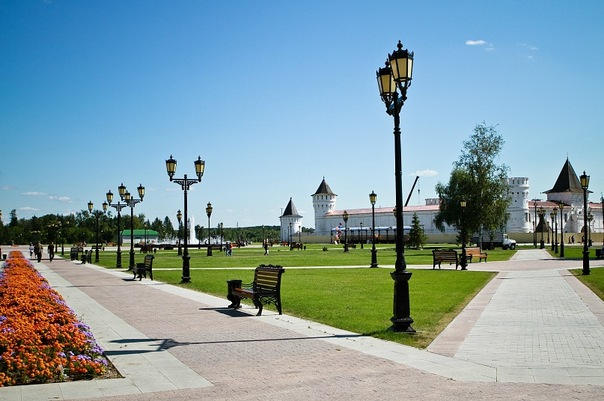
Remezovovo náměstí před tržištěm
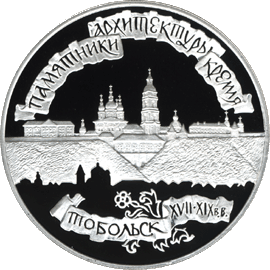
Pamětní mince z roku 1996
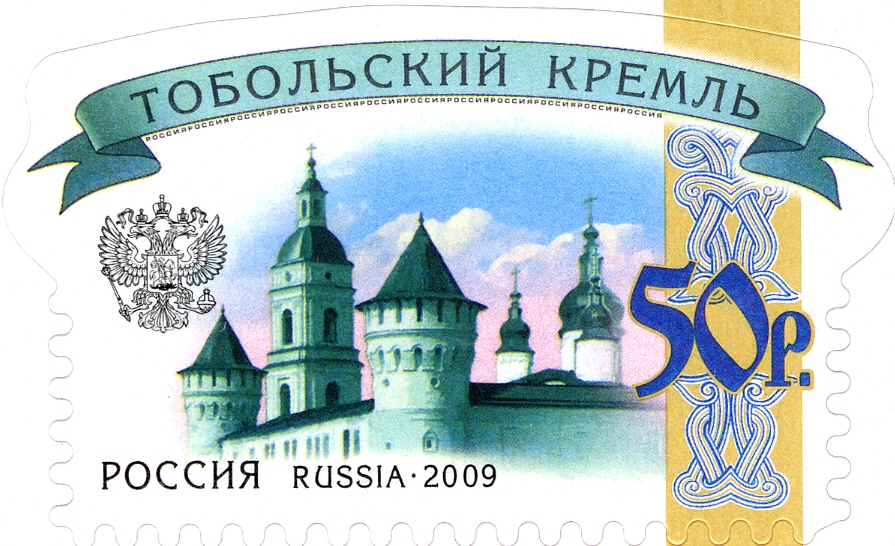
Poštovní známka z roku 2009